# Sima Samarová
Sima Samarová (* 3. února 1957 Jaghori, Ghazní, Afghánistán) je afghánská lékařka a ochránkyně lidských a ženských práv. V letech 2001 až 2003 zastávala funkci ministryně pro ženské otázky v prozatímní vládě vedené pozdějším prezidentem Afghánistánu Hámidem Karzajem.

## Život
V roce 1982 vystudovala medicínu na Kábulské univerzitě. Pracovala pak v nemocnici v Kábulu, ale po několika měsících se z bezpečnostních důvodů vrátila do rodného Jaghori v provincii Ghazní.
V roce 1984 vláda Afghánské demokratické republiky zatkla jejího manžela a Sima s malým synem uprchla do Pákistánu. V roce 1989 založila humanitární organizaci Šuháda, která provozuje nemocnice i školy.
Od prosince 2001 do roku 2003 zastávala funkci ministryně pro ženské otázky v prozatímní vládě vedené pozdějším prezidentem Afghánistánu Hámidem Karzajem. Funkce se vzdala z obav o svou bezpečnost poté, co obdržela výhrůžky smrtí. Souvisely s jejím údajným vyjádřením pro persky psaný časopis v Kanadě, kde měla říct, že nevěří v islámské právo šaría. Sama toto vyjádření popřela.
Je bývalou předsedkyní Afghánské nezávislé komise pro lidská práva.

## Ocenění
- Cena za správný život – za „odvahu a odhodlanost v jednom z nejméně stabilních regionů světa“, 2012[3]